# Georgia Kamari
Georgia Kamari (romanización de Γεωργία Καμάρι) (1943) es una botánica griega, y desarrolla su actividad científica en el Instituto Botánico, Sección de Biología Vegetal, Departamento de Biología de la Universidad de Patras. Participa en el "Proyecto Desarrollo de un Banco de datos para la flora de Grecia (FLORA HELLENICA)", como profesora investigadora principal.

## Algunas publicaciones
- georgia Kamari. 1995. Karyology as prominent factor in plant biosystematic. Giornale botanico italiano 129 (1): 70-75

- th. Constantinidis, georgia Kamari. 1995. Reports (401-414). En Kamari, G., Felber, F. & Garbari, F. (eds) Mediterranean chromosome number reports - 5]. Fl. Medit. 5: 265-278

- Dimitrios Phitos, georgia Kamari. 1992. Bufonia euboica (Caryophyllaceae), a New Species from Greece. Willdenowia 22 (1/2 ) : 81-83

- . 2006.

- La abreviatura «Kamari» se emplea para indicar a Georgia Kamari como autoridad en la descripción y clasificación científica de los vegetales.[3]